# U-295
U-295 – niemiecki okręt podwodny (U-Boot) typu VII C/41 z okresu II wojny światowej. Okręt wszedł do służby w 1943 roku. Jedynym dowódcą był Oblt. Günther Wieboldt.

## Historia
Wcielony do 8. Flotylli U-Bootów celem szkolenia załogi, od sierpnia 1944 roku kolejno w 11., 13. i 14. Flotylli jako jednostka bojowa.
Odbył pięć patroli bojowych, podczas jednego z nich uszkodził torpedą akustyczną fregatę typu Captain HMS „Mounsey” (1150 t). 24 stycznia 1945 roku na Oceanie Arktycznym U-Boot wszedł na minę; uszkodzenia zmusiły go do powrotu do bazy.
Skapitulował 9 maja 1945 roku w Narwiku (Norwegia). Przebazowany 10 maja 1945 roku do Loch Eriboll (Szkocja) a później do Loch Ryan. Zatopiony 17 grudnia 1945 roku podczas operacji Deadlight ogniem artyleryjskim niszczyciela ORP „Błyskawica”.